# Willie McLean
William Lang McLean, detto Willie o Bill (Clydebank, 27 gennaio 1904 – Davenport, 6 novembre 1977), è stato un calciatore scozzese naturalizzato statunitense, di ruolo attaccante.
Scomparso misteriosamente nel 1938, il suo caso è rimasto irrisolto fino al 2022.

## Carriera

### Giocatore

#### Club
Nato in Scozia, emigrò negli Stati Uniti giovanissimo, stabilendosi nel 1923 a Chicago. Calciatore provetto, cominciò ad impegnarsi nei tornei locali.
Le informazioni sulla sua carriera calcistica sono poche e sporadiche. Passò i primi tempi della sua carriera in varie squadre di Chicago, prima i Pullman, poi i Canadians e infine i Bricklayers and Masons F.C., che arrivarono in finale della US Open Cup nel 1928 e nel 1931.
Nel 1932 si trasferì a St. Louis, entrando a far parte dei Saint Louis Shamrocks (in quegli anni sotto varie denominazioni a causa della sponsorizzazione), coi quali vinse tre titoli consecutivi dell'Open Cup tra il 1933 e il 1935.
Dal 1936 tuttavia la sua carriera cominciò a declinare vertiginosamente, soprattutto dopo essere collassato all'improvviso in campo durante una partita. Avuto un primo crollo nervoso, rimase degente svariati mesi in un sanatorio, per poi infine abbandonare il calcio giocato e tornare a Chicago con la moglie Elizabeth e la figlia.

#### Nazionale
Già nel 1930 era stato preso in considerazione per partecipare al primo mondiale di calcio, senza però essere infine selezionato.
Prese invece parte ai mondiali di calcio 1934 con la Nazionale statunitense, andando in Italia per giocare prima l'ultimo turno di qualificazione contro il Messico, vinto dagli statunitensi per 2 a 4, e infine tre giorni dopo il primo ottavo di finale mondiale proprio contro la nazione ospitante. Gli Stati Uniti furono battuti per 7 a 1, venendo subito eliminati.

## Scomparsa

### Sparizione
Dopo essere tornata a Chicago la famiglia McLean visse nell'anonimato, finché nel 1938 Elizabeth McLean denunciò la scomparsa del marito, svanito senza lasciare traccia. Le ricerche non diedero risultati; un ultimo tentativo di rintracciarlo nel 1944 tramite annunci pubblicitari non ebbe successo, e si ritenne quindi che fosse morto.

### Soluzione del caso
Nel 2020 Matt Pentz e Pablo Maurer, due giornalisti del quotidiano The Athletic, si interessarono al caso di McLean e cominciarono un'indagine che sarebbe durata poi due anni. Tramite estese ricerche d'archivio i due riuscirono a scoprire che McLean non era morto nel 1938, bensì era sparito volontariamente, cambiando nome e facendosi chiamare William Stewart Lang, continuando a vivere fino al 1941 a Chicago, per poi infine trasferirsi a Davenport, nell'Iowa.
I suoi problemi di salute tuttavia erano presto peggiorati: nel 1946 un nuovo crollo nervoso l'aveva portato al ricovero a Mount Pleasant, dove perse del tutto la ragione a seguito di una lobotomia. Rimase a Mount Pleasant fino al 1959, quando fu trasferito in una clinica di Davenport, dove restò fino alla morte nel 1977. I suoi resti vennero inumati nel cimitero di Calumet Park, in Illinois.

## Statistiche

### Cronologia presenze e reti in nazionale
| Cronologia completa delle presenze e delle reti in nazionale ― Stati Uniti | Cronologia completa delle presenze e delle reti in nazionale ― Stati Uniti | Cronologia completa delle presenze e delle reti in nazionale ― Stati Uniti | Cronologia completa delle presenze e delle reti in nazionale ― Stati Uniti | Cronologia completa delle presenze e delle reti in nazionale ― Stati Uniti | Cronologia completa delle presenze e delle reti in nazionale ― Stati Uniti | Cronologia completa delle presenze e delle reti in nazionale ― Stati Uniti | Cronologia completa delle presenze e delle reti in nazionale ― Stati Uniti |
| Data                                                                       | Città                                                                      | In casa                                                                    | Risultato                                                                  | Ospiti                                                                     | Competizione                                                               | Reti                                                                       | Note                                                                       |
| -------------------------------------------------------------------------- | -------------------------------------------------------------------------- | -------------------------------------------------------------------------- | -------------------------------------------------------------------------- | -------------------------------------------------------------------------- | -------------------------------------------------------------------------- | -------------------------------------------------------------------------- | -------------------------------------------------------------------------- |
| 24-5-1934                                                                  | Roma                                                                       | Messico                                                                    | 2 – 4                                                                      | Stati Uniti                                                                | Qual. Mondiali 1934                                                        | -                                                                          |                                                                            |
| 27-5-1934                                                                  | Roma                                                                       | Italia                                                                     | 7 – 1                                                                      | Stati Uniti                                                                | Mondiali 1934 - Ottavi di finale                                           | -                                                                          |                                                                            |
| Totale                                                                     |                                                                            | Presenze                                                                   | 2                                                                          |                                                                            | Reti                                                                       | 0                                                                          |                                                                            |

## Palmarès

### Club

#### Competizioni nazionali
- Lamar Hunt U.S. Open Cup: 3

Stix, Baer and Fuller F.C.: 1933, 1934
Central Breweries: 1935